# Ferdinand de Marsin
Pour les articles homonymes, voir Marsin.
Cet article possède un paronyme, voir Marchin.
Ferdinand de Marsin, comte de Marchin, né le 10 février 1656 à Malines, en Belgique et mort le 9 septembre 1706 à Turin, aujourd'hui en Italie, comte de Marchin et du Saint-Empire, marquis de Clermont d'Entraygues en Agenais et baron de Dunes en Brulhois, comte de Graville (titre évoquant l'ascendance normande des Balsac d'Entragues, issus des Malet de Graville), seigneur de Modave et de Vieux-Waleffe en pays de Liège, est un militaire des XVIIe et XVIIIe siècles. Il est élevé à la dignité de maréchal de France en 1703.

## Biographie
Il est le fils de Jean-Gaspard Ferdinand de Marchin ou Marsin, lieutenant général du Saint Empire, et de Marie de Balzac d'Entraigues (° 1617 - † 9 novembre 1691), seule héritière de tous les biens de sa maison, après la mort de sa sœur aînée.
À la mort de son père, il passe à la cour de Louis XIV, et reçoit le commandement d'une compagnie de gendarmes de Flandres, créée pour lui. Brigadier en 1688.
Il est blessé au cours de la bataille de Fleurus en 1690. Maréchal de camp en 1693, il combat dans les Flandres pendant la guerre de la Ligue d'Augsbourg, notamment à Neerwinden et Charleroi. Directeur général de la cavalerie en 1695, il obtient le brevet de lieutenant général. De 1701 à 1702, il est ambassadeur de France auprès du roi d'Espagne.
Il prend ensuite part à la bataille de Luzzara où il se couvre de gloire. De retour en France, il reçoit le gouvernement d'Aire. Après la prise de Spire pendant la guerre de Succession d'Espagne, il est créé maréchal de France, il commande les troupes en Bavière, et livre en 1704, avec le maréchal de Tallard la bataille de Blenheim. Battu par Eugène de Savoie et Marlborough, il protège la retraite.
Il commande ensuite en Alsace, avant d'être envoyé dans le Piémont, où il dirige les opérations du duc d'Orléans. Le 7 septembre 1706, il est gravement blessé et fait prisonnier à la bataille de Turin, livrée contre son avis. Il meurt deux jours plus tard des suites de ses blessures.

## Armoiries
| Figure | Blasonnement |
|        | Écartelé : aux I et IV, d'argent à un barbeau de gueules, mis en pal (de Marsin) ; aux II et III, d'azur, à trois flanchis d'argent, au chef d'or chargé de trois flanchis d'azur (Balzac d'Entraygues),. |

### Sources et bibliographie
- P. Roger, Biographie générale des Belges morts ou vivants; hommes politiques, membres des assemblées..., 1849, p. 144
- Encyclopédie méthodique - ou par ordre de matières : par une société de gens de lettres..., 1832, p. 471